# Akropolis (Athény)
Athénská akropolis je asi nejznámější akropolí na světě. Akropole byla vybudována ve starověku, zejména mezi 13. a 5. stol. př. n. l. a tvořila dlouhou dobu politické, náboženské i kulturní centrum starověkého Řecka. Monumentální stavba byla postavena na výrazném skalním pahorku a spolu se svým hlavním chrámem – Parthenónem – dodnes tvoří hlavní dominantu města Athény. Pro svou mimořádnou historickou hodnotu byla v roce 1987 zapsána na Seznam světového dědictví UNESCO.

## Historie
Na výrazném skalním návrší stával patrně už v polovině 2. tisíciletí př. n. l. mykénský hrad se sídlem krále (megaron) i chrámy a kolem skaliska vznikla mohutná hradba v délce 750 m, místy až 10 m vysoká. V 8. století př. n. l. byl na místě mykénského paláce vybudován dřevěný chrám Athény Polias. Okolo 570–560 př. n. l. vyrostl u jižního okraje (zhruba v místech dnešního Parthenónu) první kamenný peripterální chrám na Akropoli (Hekatompedón nebo také "Budova H", Ur-Parthenon či "Modrovousův chrám"). Po svržení Peisistratovců, koncem 6. století, byla svatyně Athény Polias nahrazena kamenným tzv. Starým Athéniným chrámem (Archaios naos). Po vítězství u Marathónu (490 př. n. l.) byla vrchní plošina vyrovnána 8 tisíci dvoutunových bloků vápence z Pirea a na ní vystavěn tzv. Starší Parthenón. Když město dobyli a vyplenili Peršané roku 480 př. n. l., chrámy vypálili a zničili. Trosky starých staveb a soch byly pak uloženy do hlubokých jam na severní straně Akropole, jež dnes tvoří nejvýznamnější archeologické naleziště.

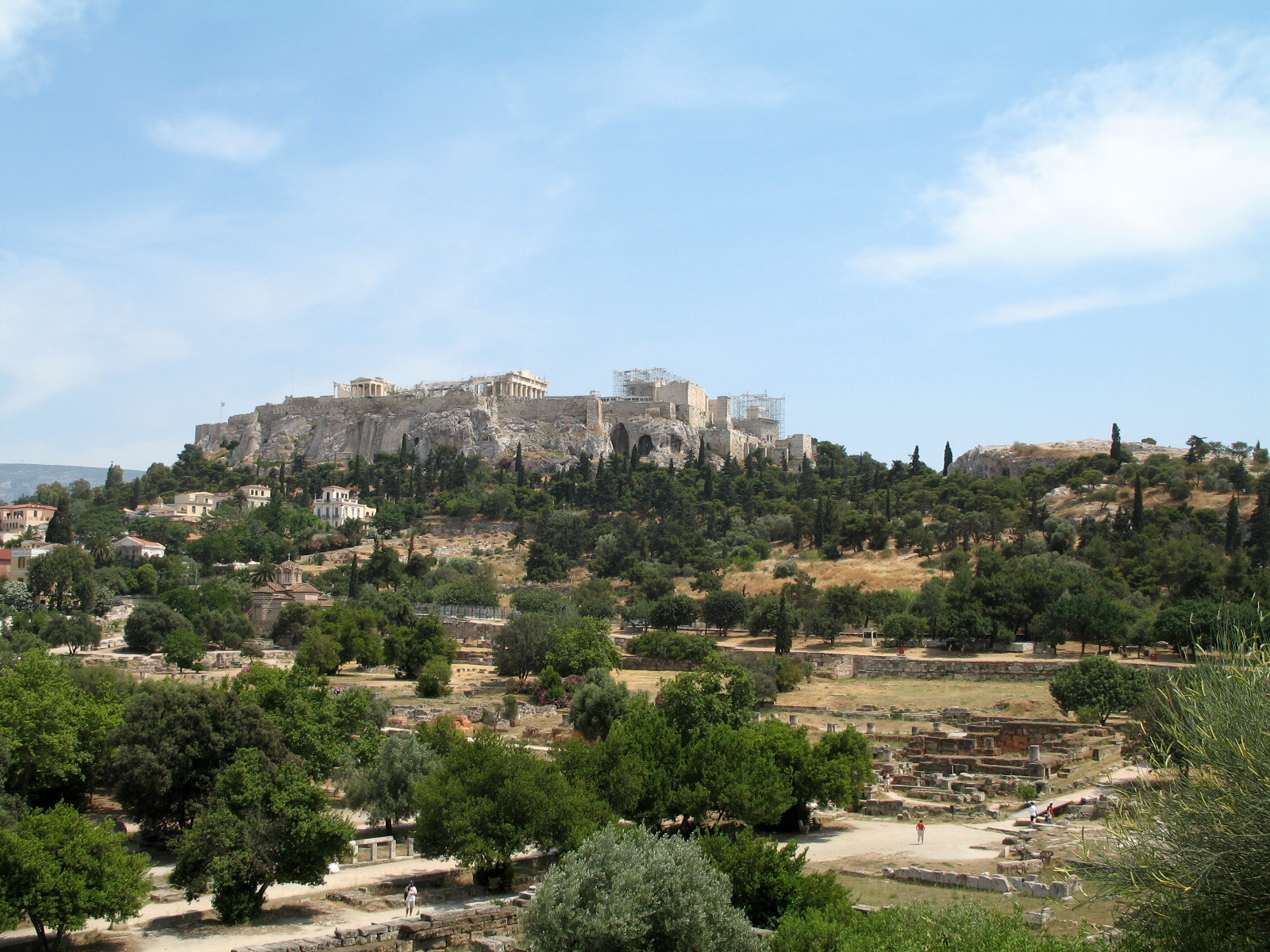
Akropole od severozápadu, vpravo na obzoru Areopag, v popředí řecká agora.

Po Perských válkách už Akropole sloužila pouze náboženským účelům, v Parthenónu však byla také městská pokladnice. Hlavní stavby dnešní Akropole – Parthenón, Erechtheion, Propyleje a další – vznikly v klasické době za Perikla (460–430 př. n. l.) pod vedením sochaře Feidia a architektů Iktina a Kallikrata. Do roku 432 př. n. l. byla postavena také západní brána se sloupovím (Propyleje), krátce nato chrámek Athény Niké, Brauroneion a řada dalších, po nichž zůstaly jen stopy.
V římské době vznikla řada dalších staveb, zejména na úpatí Akropole a na agoře. V byzantské době byl Parthenón přestavěn na baziliku, zasvěcenou Panně Marii, a Akropole sloužila také jako pevnost. Od křížových válek (od roku 1208) sídlil v Propylejích athénský vévoda. Po dobytí Athén Turky roku 1456 byl Parthenón proměněn na mešitu s přistavěným minaretem, v paláci Propylejí sídlil guvernér města a Erechtheion byl užíván jako harém. Velké škody utrpěla Akropole koncem 17. století, kdy blesk zapálil skladiště prachu v Parthenónu, a roku 1687 toto skladiště vybuchlo při ostřelování Benátčany. Zkázu dovršil britský vyslanec v Konstantinopoli lord Elgin, který dal po roce 1801 většinu zachovaných reliéfů odvézt do Londýna.
Brzy po vzniku samostatného Řecka byla Akropole vyhlášena za rezervaci a všechny středověké i novověké stavby a přestavby byly odstraněny. Při rekonstrukcích se však nadělala řada chyb, takže teprve od roku 1980 probíhá důkladná rekonstrukce celé Akropole. Oprava Erechtheionu je dokončena, oprava Propylejí v závěrečném stádiu, kdežto opravy Parthenónu budou pokračovat ještě řadu let. Roku 2009 bylo jižně od Akropole otevřeno nové archeologické muzeum, kde jsou uloženy nálezy z Akropole a okolí – zejména množství archaických soch z před-periklovské doby, keramika a v horním patře věrný model celé římsy Parthenónu, včetně pásu slavných Feidiových metop. Z velké části jsou to ovšem jen odlitky originálů, umístěných v Britském muzeu v Londýně.

## Popis

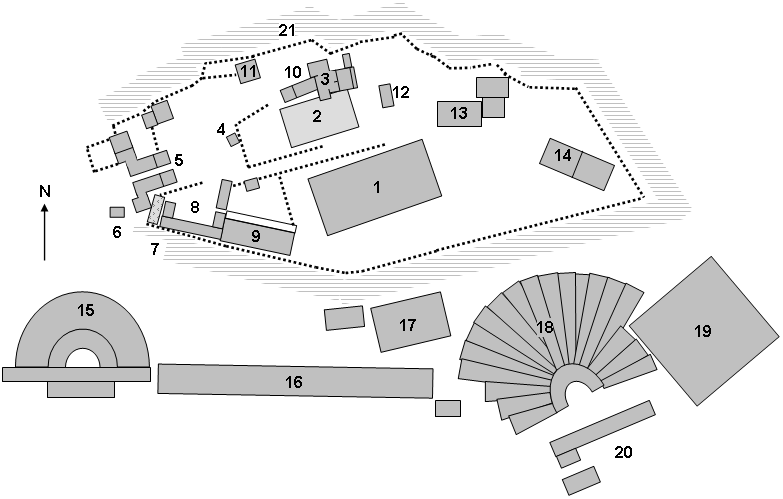
Starověká Akropolis
(Vysvětlení čísel je v textu)

Akropolis je výrazné vápencové skalisko s četnými jeskyněmi v centru Athén o ploše asi 3 ha, jehož plochý vrchol je ve výšce 150 metrů nad mořem. Původní skála byla obehnána mohutnou zdí z velkých tesaných kvádrů a vrcholek téměř vyrovnán. Hlavní vstup na Akropoli vede od západu po schodech do Propylejí (5), členité vstupní budovy se sloupy a pěti branami. Při jižní hraně plošiny je především hlavní chrám Athény čili Parthenón (1), v jihozápadním rohu zbytky chrámu Athény Niké (6), Eleusinionu (7), svatyně Artemis Braurionia (8) a Chalkotéky (9). Při severní hraně plošiny stojí druhý největší chrám, Erechtheion (3), a zbytky dalších staveb: Pandroseion (10), Arreforion (11), oltáře Athény (12) a svatyně Dia Poliea (13). Mezi Parthenónem a Erechtheionem stával Starý chrám (2) a v jihovýchodním rohu plošiny Pandion (14).
Ze staveb na jižním úpatí Akropole je třeba zmínit dobře zachovalý Odeon Heroda Attika (15), Eumeneovo sloupořadí (16), zbytky svatyně Asklépiovy (17), divadlo Dionýsia Eleuthera (18) a Periklův Odeon (19). Na severozápadním úpatí je stará agora, kudy se po Panathénajské cestě kolem Areopágu vystupovalo na Akropoli.